# Izoetydy

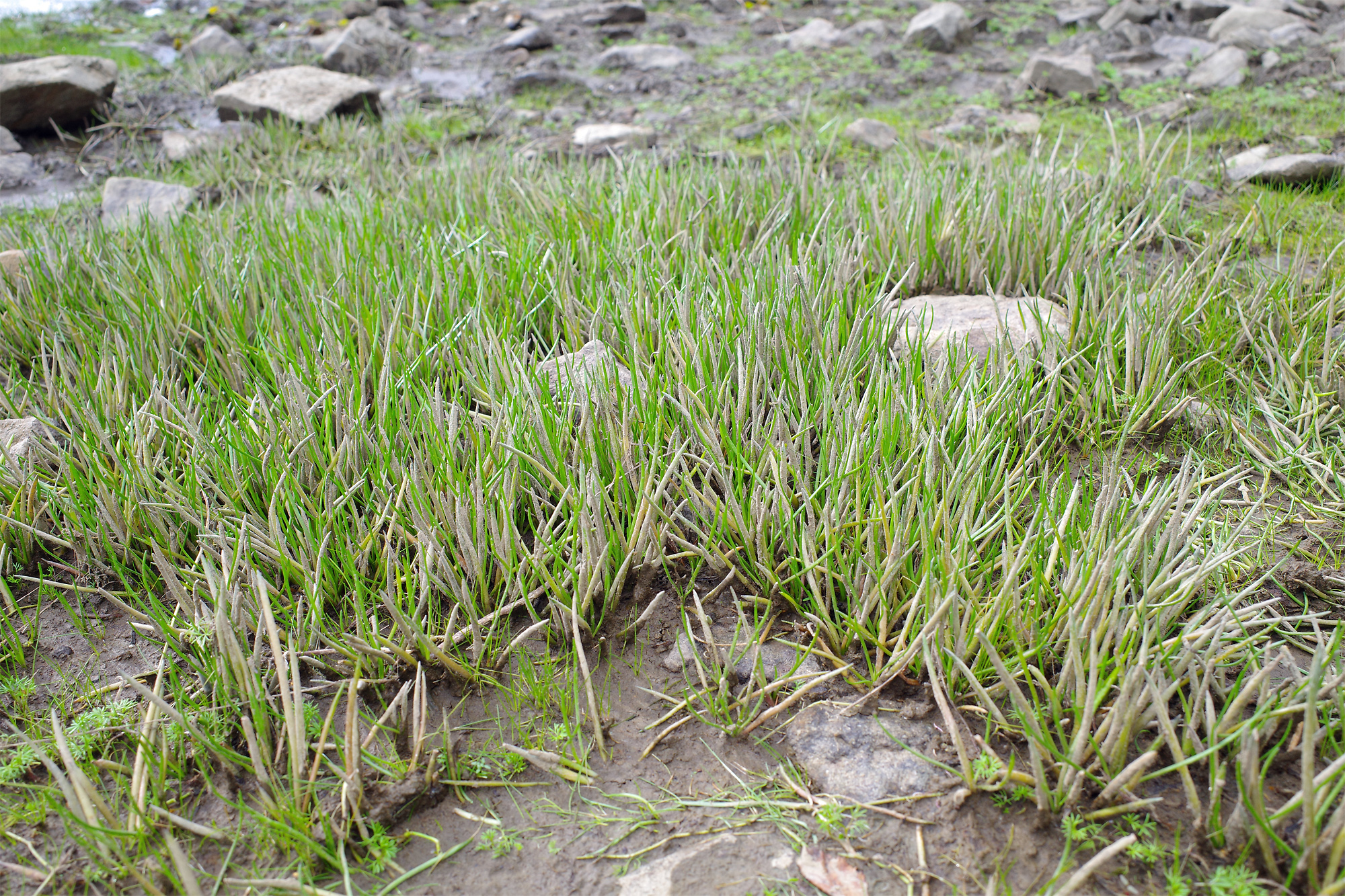
Strefa izoetydów na brzegu jeziora

Izoetydy, isoetidy – jedna z form życiowych makrofitów zanurzonych. Izoetydy są zakotwiczone w dnie (ryzofity) przy pomocy dużych korzeni. Osiągają stosunkowo niewielkie rozmiary. Liście, najczęściej wąskie, tworzą rozetę i są w stanie przetrwać zimę. Do izoetydów należą zarówno rośliny nasienne, jak i widłaki, a forma ta wyewoluowała niezależnie u co najmniej pięciu rodzin roślin z postaci lądowych lub ziemno-wodnych.

## Ekofizjologia

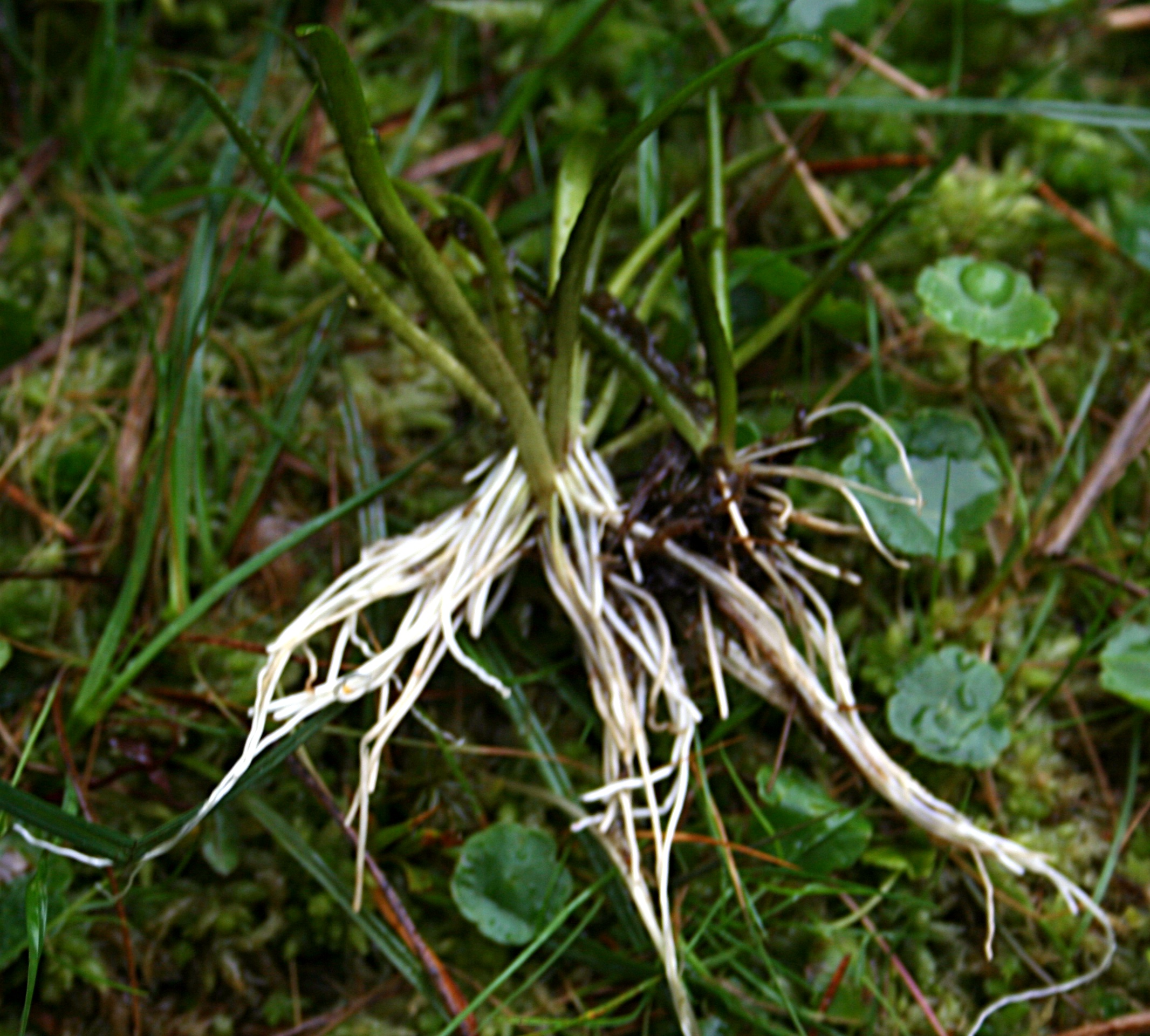
Pokrój izoetyda na przykładzie lobelii jeziornej

Przystosowania ekofizjologiczne izoetydów sprawiają, że potrafią one rozwijać się w środowiskach niedostępnych dla innych roślin – o niskiej zawartości jonów wapnia (wody miękkie) i innych biogenów (wody oligotroficzne). W mniejszych zbiornikach strefa izoetydów może zająć znaczną część dna. Zarówno woda, jak i osad zasiedlane przez izoetydy charakteryzują się zwykle stosunkowo dużą kwasowością wody o słabej zdolności buforowania (brak kompleksów wodorowęglanowych), wysoko utlenionych postaciach azotu (azotany przeważają nad amonami), małej zawartości fosforanów. Izoetydy są zwykle spotykane na siedliskach mineralnych, ale sama w sobie obecność materii organicznej w podłożu nie jest przeszkodą w ich rozwoju. Różne gatunki izoetydów mają odmienne w szczegółach preferencje środowiskowe, co sprawia, że niekiedy tworzą pasy fitolitoralu. W strefie silnego falowania przeważa brzeżyca jednokwiatowa, niżej, na podłożu organicznym – lobelia jeziorna, a jeszcze głębiej, na podłożu organicznym – poryblin jeziorny. Niektóre izoetydy (choć nie przez wszystkich zaliczane do tej grupy) żyją na pograniczu wody i lądu. Izoetydy mimo drobnych rozmiarów ciała mogą wypuszczać pędy kwiatowe tak, aby zakwitły nad powierzchnią wody.
Nierzadko dużą część ciała izoetydów wypełniają przestrzenie gazowe. Inaczej niż u większości roślin wodnych, których chloroplasty rozmieszczone są głównie w epidermie, u izoetydów znajdują się one głównie pobliżu tych przestrzeni. Wiąże się to z drogą pobierania CO2, który u izoetydów dostaje się do wnętrza ciała w dużej mierze z osadu przez korzenie, skąd jest rozprowadzany dalej, a nie z wody przez skórkę, która jest nietypowo jak na rośliny wodne nieprzepuszczalna. U części izoetydów występuje pewna postać fotosyntezy typu CAM. U nasiennych izoetydów może wystąpić mykoryza, która zwiększa efektywność pozyskiwana fosforu, będącego w typowych siedliskach izoetydów w bardzo niskich stężeniach, uniemożliwiających bytowanie większości roślin. Izoetydy zwykle mają niskie lub bardzo niskie tempo wzrostu, a nakład energii jest w większości alokowany w rozwój ciała, a nie rozmnażanie. Izoetydy nie tylko pobierają z osadu dwutlenek węgla, ale również uwalniają do niego tlen, co przyczynia się do hamowania eutrofizacji i zachowywania odpowiedniego dla siebie, a niesprzyjającego dla innych roślin, środowiska. W odróżnieniu od wielu roślin wodnych, które mają zredukowane korzenie lub masywne kłącza, izoetydy charakteryzują się znacznym stosunkiem masy korzeni do pędu, przypominającym proporcje roślin lądowych.

## Zagrożenia
Zbiorowiska izoetydów ze względu na specyficzne wymagania środowiskowe są zagrożone zanikiem, w tym wypieraniem przez inne zbiorowiska. W przypadku wzrostu kwasowości wód wypierane są przez zbiorowiska torfowców lub situ drobnego. Częstszą jednak przyczyną ich ginięcia jest wzrost żyzności i zasadowości. Wzrost materii organicznej, fosforanów, związków siarki itp. umożliwia rozwój innych roślin, a jednocześnie zmienia właściwości utleniająco-redukujące siedliska na mniej korzystne dla izoetydów. Wzrost żyzności wody ułatwia rozwój peryfitonu, fitoplanktonu i pleustofitów, które zacieniając rosnące przy dnie izoetydy, utrudniają ich rozwój. Zacienianie wody może nastąpić nie tylko podczas eutrofizacji, ale też jej dystrofizacji (humizacji), tj. napływu substancji humusowych, które zmieniają barwę wody na ciemniejszą.

## Kontrowersje dotyczące zakresu grupy
Pojęcie izoetydów ma nieostre granice. Nazwa wywodzi się od rodzaju Isoetes, czyli poryblin. Zasadniczo do tej grupy zaliczane są zimozielone, rozetkowate rośliny przydenne o szydłowatych liściach z jezior oligotroficznych, takie jak poryblin jeziorny, poryblin kolczasty, brzeżyca jednokwiatowa czy lobelia jeziorna. Niektórzy hydrobotanicy rozszerzają ją o nieco podobne pokrojem i występowaniem rośliny typowe dla zbiorowisk wód miękkich i o zmiennym poziomie z klasy Littorelletea uniflorae – sit drobny, ponikło igłowate i jaskier leżący. Sporna jest przynależność do tej grupy również roślin z rodzin Centrolepidaceae i Hydatellaceae. Również niektóre inne gatunki izoetydów nie podzielają wszystkich charakterystycznych cech, np. Subularia aquatica jest rośliną jednoroczną, niezimującą, a pewne gatunki poryblina żyją w zbiornikach astatycznych o odmiennych warunkach niż typowe dla reszty izoetydów jeziora lobeliowe. W zestawieniach rzadko wymieniane są również należące do rodziny niedotrawowatych Eriocaulon septangulare i Eriocaulon decangulare, paproć gałuszka kulecznica, a także elisma wodna mogąca wytwarzać oprócz zanurzonych rozetek formy pływające i lądowe.
Wyjątkowo grupa ta jest definiowana jako rośliny zimozielone żyjące przy samym dnie i nie dorastające do powierzchni, co powoduje włączanie do nich również roślin z łąk ramienicowych, jednak nie jest to powszechnie akceptowane.